# Aleksandrovita
L'aleksandrovita és un mineral de la classe dels silicats. Va ser anomenat en honor del geòleg i mineralogista rus Stanislav Mikhailovich Aleksandrov. És isoestructural amb la baratovita.

## Característiques
L'aleksandrovita és un silicat de fórmula química KCa₇Sn₂Li₃Si₁₂O36F₂. Cristal·litza en el sistema monoclínic. La seva duresa a l'escala de Mohs és 4 a 4,5.
Segons la classificació de Nickel-Strunz, l'aleksandrovita pertany a «09.CJ - Ciclosilicats amb enllaços senzills de 6 [Si₆O18]12- (sechser-Einfachringe), sense anions complexos aïllats» juntament amb els següents minerals: bazzita, beril, indialita, stoppaniïta, cordierita, sekaninaïta, combeïta, imandrita, kazakovita, koashvita, lovozerita, tisinalita, zirsinalita, litvinskita, kapustinita, baratovita, katayamalita, dioptasa, kostylevita, petarasita, gerenita-(Y), odintsovita, mathewrogersita i pezzottaïta.

## Formació i jaciments
Es troba en inclusions de baratovita. Descrit en venes zonades de microclina i calcita amb egirina i hedenbergita, quars i albita en esquists alterats.